# 中华人民共和国劳动法
《中华人民共和国劳动法》，简称《劳动法》，是一部中华人民共和国法律。于1995年1月1日生效。

## 立法过程
1956年，中华人民共和国曾起草劳动法。1979年第二次起草，1983年7月由国务院常务会议讨论通过草案。1990年代第三次起草。1994年7月5日第八届全国人民代表大会常务委员会第八次会议通过。根据2009年8月27日第十一届全国人民代表大会常务委员会第十次会议《关于修改部分法律的决定》第一次修正。根据2018年12月29日第十三届全国人民代表大会常务委员会第七次会议《关于修改〈中华人民共和国劳动法〉等七部法律的决定》第二次修正。

## 内容
共13章107条。